# Katanning Shire
Koordinaten: 33° 41′ S, 117° 33′ O

Das Katanning Shire ist ein lokales Verwaltungsgebiet (LGA) im australischen Bundesstaat Western Australia. Das Gebiet ist 1.518 km² groß und hat etwa 4050 Einwohner (2021).
Katanning liegt im Südosten des Staates am Great Southern Highway etwa 250 Kilometer südöstlich der Hauptstadt Perth. Der Sitz des Shire Councils befindet sich in der Stadt Katanning, wo etwa 3640 Einwohner leben (2021). Weitere Ortschaften und Ortsteile im Shire sind Badgebup, Carrolup, Coblinine, Coyrecup, South Datatine, Ewlyamartup, South Glencoe, Marracoonda, Moojebing, Murdong und Pinwernying.

## Verwaltung
Der Katanning Council hat 7 Mitglieder. Sie werden von allen Bewohnern der LGA gewählt. Katanning ist nicht in Bezirke unterteilt. Aus dem Kreis der Councillor rekrutiert sich auch der Ratsvorsitzende und Shire President.